# We are the World (álbum)
'We are the World' é o primeiro e único álbum do conjunto USA for Africa, lançado em 1985.
O dinheiro ganho com o álbum foi usado para a campanha USA for Africa, para tentar acabar com a fome na África.

## Tracklist
1. "We are the World" - USA for Africa
2. "If Only for the Moment, Girl" - Steve Perry
3. "Just a Little Closer" - The Pointer Sisters
4. "Trapped" - Bruce Springsteen and The E Street Band
5. "Tears are not Enough" - Northern Lights
6. "4 the Tears in Your Eyes" - Prince and The Revolution
7. "Good for Nothing" - Chicago
8. "Total Control" - Tina Turner
9. "A Little More Love" - Kenny Rogers
10. "Trouble in Paradise" (ao vivo) - Huey Lewis and The News